# PGPLOT
PGPLOTはデバイスに依存しないグラフィックサブルーチンライブラリ。1983年にカリフォルニア工科大学のTim Pearsonが書き始めた。
PGPLOTは大部分がFORTRANで書かれ、モジュール式外部出力APIを持つので、いくつものプロッティングデバイスのタイプに対応して外部出力ができる。PGPLOTは低レベル（グリフ、点、線、領域）のプロットのための基本要素と、グラフ描画のための高レベル機能を提供するため、学術分野や科学コミュニティで広く使われてきた。最新のバージョン（2005年春の時点では5.2.2）はサードパーティーに改変して配布してよいという意味で自由ソフトウェアになっている。
PGPLOTは、複数の種類の画像形式や、画像表示可能な端末やプロッタ、PostScriptデバイスや、X Windowを含むデバイスに独立した出力ができる。グラフィックカーソルを用いて制御プログラムに数値パラメータを渡すために、インタラクティブなデバイスが使用可能である。また、大半のUnixライクなシステムや、Mac OS、Microsoft Windowsを含む多数のオペレーティングシステム上で動作する。
一部はその古さから、PGPLOTはPLplotのような新しいパッケージと比較するといくつか制約がある。特に、PGPLOTはRGBのフルカラーではなく 8ビットのインデックスカラーグラフィックスしかサポートしていない; また、プログラムのメモリ上に直接画像を描画するためのきれいな方法がない。